# 高輪原の戦い
高輪原の戦い（たかなわはらのたたかい）は、大永4年1月13日（1524年2月17日）に武蔵高輪原で行なわれた相模の北条氏綱軍と武蔵の扇谷上杉朝興の合戦である。

## 合戦の経緯
北条家では北条早雲の死後、第2代当主となった氏綱が父の遺志を継いで相模小田原城を中心にして武蔵方面への勢力拡大を狙い始めた。武蔵に勢力を張る扇谷上杉朝興との対決である。氏綱は扇谷上杉家の家臣に対する調略を進め、大永4年（1524年）1月、扇谷上杉家の家臣で江戸城代であった太田資高を寝返らせた。
氏綱はこの機に乗じて武蔵侵攻を開始。対する朝興も氏綱を迎撃するために大軍で高輪原に進出し、北条軍と上杉軍は1月13日に同地で衝突した。この戦いは両軍共に激しく一進一退を繰り返し、両軍揉み合う事7、8度という死闘であった。だが最終的に上杉軍は北条軍に押されて後退し、江戸城に撤退する。しかし氏綱は朝興を猛追して江戸城に殺到し、朝興は江戸城を支える事もできなくなる。朝興は江戸城を放棄して河越城に逃走し、次いで松山城を経由して鉢形城郊外の藤田（現在の埼玉県寄居町）に逃れた。この合戦は北条軍の勝利に終わった。
ただし、近年ではこの戦いの経緯について少し異なる事情も指摘されている。すなわち、古河公方の後継を巡って足利高基と弟の足利義明（後に小弓公方と称する）の争いの中で、扇谷上杉朝興と北条氏綱は義明を支援することを名目に和睦し、高基を支持する山内上杉憲房と争い始め、大永元年（1521年）頃から上野国の各地で両上杉勢力が衝突した。しかし、大永3年（1523年）に入ると朝興が憲房との和睦を考えるようになった。大永4年1月3日、河越城に兵を進めていた朝興は重臣の太田永厳を派遣し、10日に羽尾峯（現在の埼玉県滑川町）にいた上杉憲房と和議の合意に達した。その3日後に北条軍と上杉軍は高輪原で衝突したという。

## その後
この戦いで北条家は武蔵進出の足掛かりを掴む事になった。しかし、扇谷上杉朝興が藤田へ撤退したのは山内上杉憲房と連携を図るための戦略であり、すぐに岩付城を巡って北条軍と上杉軍の戦いが始まるなど、武蔵各地で両軍が衝突した。翌大永5年（1525年）2月に北条軍は扇谷上杉家の家臣・太田資頼を破って岩付城を奪取するが（岩付城の戦い）、8月の白子原の戦いで上杉軍が北条軍に大勝すると、扇谷上杉家も攻勢に転じることになる。一方、古河公方足利高基や小弓公方足利義明は、小弓陣営の分裂とも言える事態を当初は静観していたが、北条家が江戸城に続いて葛西城を手に入れて下総国の西端まで勢力を広げたことに刺激された義明は真里谷恕鑑と共に氏綱と断交して朝興・憲房支援に乗り出し、反対に高基と氏綱は次第関係を深め、関東の諸勢力は離合集散を繰り返すことになった。